# Heteropoda ruricola
Heteropoda ruricola är en spindelart som beskrevs av Tord Tamerlan Teodor Thorell 1881. Heteropoda ruricola ingår i släktet Heteropoda och familjen jättekrabbspindlar. Inga underarter finns listade i Catalogue of Life.